# Hanna Banaszak
Hanna Banaszak (sinh ngày 24 tháng 4 năm 1957) là một ca sĩ nhạc jazz và nhà thơ người Ba Lan. Bà sinh ra và lớn lên ở Poznań.

## Đĩa nhạc

### Album
| Summer                                                                                         | - Phát hành: 1980 - Hãng thu âm: Pronit, Wifon - Định dạng: LP                        | -  |             |
| Hanna Banaszak                                                                                 | - Phát hành: 1986 - Hãng thu âm: Polskie Nagrania Muza - Định dạng: LP, CD            | -  |             |
| Wołanie Eurydyki                                                                               | - Phát hành: 1991 - Hãng thu âm: Albatros Records - Định dạng: CD                     | -  |             |
| Echa melodii zapomnianej                                                                       | - Phát hành: 27 tháng 3 năm 2000 - Hãng thu âm: Pomaton EMI - Định dạng: CD, tải nhạc | 44 |             |
| Kofta                                                                                          | - Phát hành: 10 tháng 3 năm 2008 - Hãng thu âm: Fonografika - Định dạng: CD           | 36 | - POL: Vàng |
| Hanna Banaszak Śpiewa PiosenkiJerzego Dudusia Matuszkiewicza                                   | - Phát hành: 24 tháng 4 năm 2013 - Hãng thu âm: Fonografika - Định dạng: CD, tải nhạc | -  |             |
| "-" biểu thị bản ghi không có trong bảng xếp hạng hoặc không được phát hành trong lãnh thổ đó. |                                                                                       |    |             |

### Album trực tiếp
| Live                                                                                           | - Phát hành: ngày 19 tháng 9 năm 2011 - Hãng thu âm: Polskie Radio - Định dạng: CD, tải nhạc | 23 |
| "-" biểu thị bản ghi không có trong bảng xếp hạng hoặc không được phát hành trong lãnh thổ đó. |                                                                                              |    |

### Tổng hợp
| Tựa đề                                | Chi tiết về album                                            | Chứng nhận  |
| ------------------------------------- | ------------------------------------------------------------ | ----------- |
| Złota Kolekcja. W moim magicznym domu | - Phát hành: 1998 - Hãng thu âm: Pomaton EMI - Định dạng: CD | - POL: Vàng |

### Hợp tác
| Tựa đề                                                                  | Chi tiết về album                                                             |
| ----------------------------------------------------------------------- | ----------------------------------------------------------------------------- |
| Zanim będziesz u brzegu (với Jerzy Satanowski và Mirosław Czyżykiewicz) | - Phát hành: 24 tháng 3 năm 2001 - Hãng thu âm: Polskie Radio - Định dạng: CD |

### Album Giáng sinh
| Tựa đề                   | Chi tiết về album |
| ------------------------ | --- |
| Wigilia z Hanną Banaszak | - Phát hành: 10 tháng 1 năm 1998 - Hãng thu âm: Agencja Artystyczna MTJ, Koch International Ba Lan - Định dạng: CD, tải nhạc |
| Kolędy                   | - Phát hành: 10 tháng 11 năm 2013 - Hãng thu âm: Soliton - Định dạng: CD + DVD, tải nhạc                                     |

### Album video
| Tựa đề                                 | Chi tiết về album                                                  |
| -------------------------------------- | ------------------------------------------------------------------ |
| Hanna Banaszak - Widowisko artystyczne | - Phát hành: 2006 - Hãng thu âm: Telewizja Polska - Định dạng: DVD |

## Thơ
- Zamienię Samolubie na Szczodruchy, Oficyna Konfraterni Poetów, Cracow 2006, ISBN 9788386900985